# 魔幻偵探所
《魔幻侦探所》为侦探、冒险小说少年儿童书籍套装，至今共53本，作者為關景峰。由《新雅文化事業有限公司》出版。《魔幻侦探所》的第29集《神秘抓痕》榮獲十大好書之一。
《魔幻偵探所》的內容是捉不同魔怪的經過，角色有南森、海倫、本傑明、派恩和機械狗保羅，在《魔幻偵探所》裏，有各式各樣的道具，包括能夠讓魔怪顯出原形的顯形粉，可以捆住魔怪的捆妖繩等，還有數不勝數的魔法招式，每個角色都有擅長的招式，十分厲害。
1. ↑  李慧妍. . 香港01. 2017-07-20  [2019-03-14]. （原始内容存档于2021-08-01） （中文）.